# Acutandra amieti
Acutandra amieti – gatunek chrząszcza z rodziny kózkowatych i podrodziny pędeli (Parandrinae).
Gatunek ten został opisany w 2012 roku przez Thierry'ego Bouyera, Alaina Drumonta i Antonia Santosa-Silvę, którzy jako miejsce typowe wskazali Calvario.
Kózka o ciele długości od 17,5 mm do 25,5 mm, niespłaszczonym grzbietobrzusznie. Ubarwiona ciemnobrązowo, miejscami czarniawo. Zewnętrza strona żuwaczek u nasady umiarkowanie prosta, nienabrzmiała. Obszar między nadustkiem a przegubami z V-kształtnym wgłębieniem. Czułki o stosunkowo długim członie jedenastym. Pokrywy punktowane grubo i wyraźnie. Tylne golenie bez ząbków między zębem górnym a środkowym.
Chrząszcz afrotropikalny, endemiczny dla Demokratycznej Republiki Konga.